# Монсеф, Марьям
Марьям Монсеф (англ. Maryam Monsef; род. 7 ноября 1985, Мешхед) — канадский политик, член Либеральной партии Канады, член 29-го совета министров Канады. Председатель Тайного совета Королевы для Канады и министр демократических институтов (2015—2017), министр по делам женщин и гендерного равенства (2017—2021). Ранее работала на посту министра международного развития и министра демократических институтов.

## Биография
Монсеф родилась в Мешхеде, в семье иранских хазарейцев. Там провела своё детство, периодически уезжая в Герат, город на северо-западе Афганистана. В 1996 году мать Марьям приняла решение переехать в Канаду. По прибытии семья поселилась в Питерборо, в Онтарио.
В 2003 году Монсеф поступила в Университет Трента, который окончила в 2010 году со степенью бакалавра наук в области биологии и психологии. После выпуска из университета работала на нескольких должностях в государственном секторе в Питерборо.
В 2014 году баллотировалась на пост мэра Питерборо и заняла второе место. В том же году Монсеф стала представителем Либеральной партии Канады на предстоящих федеральных выборах. Была избрана в Палату общин 19 октября 2015 года.
4 ноября 2015 года была назначена министром демократических институтов в кабинете Джастина Трюдо.
25 августа 2021 года Монсеф, комментируя наступление талибов в Афганистане, назвала членов «Талибана» (организации, запрещённой во многих странах, в том числе и в Канаде) своими «братьями». Данное высказывание она попыталась оправдать, заявив, что мусульманам свойственно называть своих единоверцев «братьями» или «сестрами», однако её слова были раскритикованы многими канадскими мусульманами как не соответствующие истине. Данный скандал привёл к резкому падению рейтинга Монсеф и не позволил ей переизбраться — прошедшие осенью того же года досрочные федеральные выборы она проиграла консерваторке Мишель Феррери.